# Baltský kříž
Baltský kříž (německy Baltenkreuz) bylo německé vyznamenání udělované v období Výmarské republiky. Byl určen pro  důstojníky, poddůstojníky a vojáky všech dobrovolných svazků, aktivně zapojených v boji proti bolševické armádě a bolševismu všeobecně v Pobaltí. Jejich aktivní bojové nasazení muselo trvalo nejméně tři měsíce. Baltských křížů bylo uděleno celkem  21 839. Udílení probíhalo od roku vzniku vyznamenání, tedy od roku 1919. Říšským zákonem o titulech, řádech a vyznamenáních ze 7. dubna 1933 (a později schváleným nařízením k provedení zákona ze dne 14. listopadu 1935), byl Baltský kříž přijat a schválen jako oficiální vyznamenání Německé říše. Toto ocenění není příliš známé, ale dostal ho například německý generál Friedrich Paulus.